# Super Bowl XXXVIII
Match précédent Match suivant
Le Super Bowl XXXVIII est l'ultime partie de la saison 2003 de la NFL de football américain (NFL). Le match s'est joué le 1er février 2004 au Reliant Stadium de Houston au Texas.
Elle oppose les Patriots de la Nouvelle-Angleterre aux Panthers de la Caroline pour un score de 32 à 29.
Il s'agit de la deuxième finale en trois ans pour les « Pats » qui, à l'issue d'une saison très solide à défaut d'être spectaculaire, se qualifient pour le Super Bowl.
Les Panthers font office de petit poucet, atteignant la finale pour la première fois de leur jeune histoire après une saison où la rigueur défensive a été renforcée par une attaque très pragmatique, que ce soit au sol ou dans les airs.

## Le match
Au prix d'une partie très serrée en début de match, puis totalement débridée alors que les défenses des deux équipes craquaient à tour de rôle, Adam Vinatieri, par un coup de pied dans les dernières secondes du match, donnait la victoire aux Patriots de la Nouvelle-Angleterre.
| Score    | Q1 | Q2 | Q3 | Q4 | Total |
| Panthers | 0  | 10 | 0  | 19 | 29    |
| Patriots | 0  | 14 | 0  | 18 | 32    |

- Premier quart-temps[1] :
  - (aucun point marqué)
- Deuxième quart-temps[1] :
  - NE - Touchdown de Deion Branch sur une passe de Tom Brady de 5 yards (transformation de Adam Vinatieri), 3:05 : Panthers 0 - Patriots 7.
  - CAR - Touchwon de Steve Smith sur une passe de Jake Delhomme de 39 yards (transformation de John Kasay), 1:07 : Panthers 7 - Patriots 7.
  - NE - Touchdown de David Givens sur une passe de Tom Brady de 5 yards (transformation de Adam Vinatieri), 0:18 : Panthers 7 - Patriots 14.
  - CAR - Field goal de John Kasay de 50 yards, 0:00 : Panthers 10 - Patriots 14.
- Troisième quart-temps[1] :
  - (aucun point marqué)
- Quatrième quart-temps[1] :
  - NE - Touchdown de Antowain Smith, course de 2 yards (transformation de Adam Vinatieri), 14:49 : Panthers 10 - Patriots 21.
  - CAR - Touchdown de DeShaun Foster, course de 33 yards (transformation de 2 points ratée), 12:39 : Panthers 16 - Patriots 21.
  - CAR - Touchdown de Muhsin Muhammad sur une passe de Jake Delhomme de 85 yards (transformation de 2 points ratée), 6:53 : Panthers 22 - Patriots 21.
  - NE - Touchdown de Mike Vrabel sur une passe de Tom Brady de 1 yard (course de Kevin Faulk, transformation de 2 points réussie), 2:51 : Panthers 22 - Patriots 29.
  - CAR - Touchdown de Ricky Proehl sur une passe de Jake Delhomme de 12 yards (transformation de John Kasay), 1:08 : Panthers 29 - Patriots 29.
  - NE - Field goal de Adam Vinatieri de 41 yards, 0:04 : Panthers 29 - Patriots 32.

## Titulaires
| Caroline         | Postes  | Nouvelle-Angleterre |
| ---------------- | ------- | ------------------- |
| Attaque          |         |                     |
| Muhsin Muhammad  | WR      | Deion Branch        |
| Todd Steussie    | LT      | Matt Light          |
| Jeno James       | LG      | Russ Hochstein      |
| Jeff Mitchell    | C       | Dan Koppen          |
| Kevin Donnalley  | RG      | Joe Andruzzi        |
| Jordan Gross     | RT      | Tom Ashworth        |
| Jermaine Wiggins | TE      | Daniel Graham       |
| Steve Smith      | WR      | Troy Brown          |
| Jake Delhomme    | QB      | Tom Brady           |
| Stephen Davis    | RB      | Antowain Smith      |
| Brad Hoover      | FB      | Larry Centers       |
| Défense          |         |                     |
| Julius Peppers   | DE      | Bobby Hamilton      |
| Brentson Buckner | DT      | Ted Washington      |
| Kris Jenkins     | DT / DE | Richard Seymour     |
| Mike Rucker      | DE / LB | Willie McGinest     |
| Greg Favors      | LB      | Tedy Bruschi        |
| Dan Morgan       | LB      | Roman Phifer        |
| Will Witherspoon | LB      | Mike Vrabel         |
| Ricky Manning    | CB      | Ty Law              |
| Reggie Howard    | CB      | Tyrone Poole        |
| Mike Minter      | SS      | Rodney Harrison     |
| Deon Grant       | FS      | Eugene Wilson       |

## Controverse
Comme chaque année, ce Super Bowl a été un des principaux événements pour la télévision américaine. Pendant un des spectacles de mi-temps, les chanteurs Janet Jackson et Justin Timberlake ont eu un souci de chorégraphie: Justin Timberlake devait arracher une partie du costume de scène de Janet Jackson. Mais, c'est toute une moitié du haut qui a été arraché, dévoilant pendant quelques secondes d'antenne un des seins de Janet Jackson.
De nombreuses associations familiales et conservatrices américaines ont obtenu des excuses publiques de la chaîne de télévision et des chanteurs. En conséquence, plusieurs chaînes de télévision aux États-Unis ont décidé désormais de diffuser leur direct avec plusieurs secondes de différé afin de pouvoir censurer tout propos ou toute image allant à l'encontre des "bonnes mœurs".